# Route nationale 498
Die N498 war von 1933 bis 1973 eine französische Nationalstraße, die zwischen Félines und Saint-Chamond verlief. Ihre Gesamtlänge betrug 80 Kilometer. Bis 2006 bestand sie als Verbindung erst zwischen der B47 (heute A72) und N88, dabei Saint-Étienne nördlich umlaufend, weiter.